# Adrian Castro
Adrian Adalberto Castro (ur. 4 czerwca 1990 w Częstochowie) – polski sportowiec, szermierz uprawiający szermierkę na wózkach, medalista igrzysk paraolimpijskich, mistrzostw świata i Europy.

## Życiorys
W wieku 14 lat w wyniku wypadku na motocyklu doznał złamania kręgosłupa i uszkodzenia rdzenia kręgowego, od tego czasu porusza się na wózku inwalidzkim. Podjął studia w Warszawskiej Wyższej Szkole Informatyki oraz pracę w agencji reklamowej AMS.
Zaczął trenować szermierkę na wózkach w Integracyjnym Klubie Sportowym AWF Warszawa, jego trenerem został Marek Gniewkowski. W 2012 debiutował na Letnich Igrzyskach Paraolimpijskich w Londynie, zajmując w szabli indywidualnie (kat. B) 11. miejsce.
Indywidualnie w szabli wywalczył m.in. brązowy medal mistrzostw świata (2013, 2019), wicemistrzostwo Europy (2014), mistrzostwo Europy (2018) i mistrzostwo świata (2015). W 2018 został również wicemistrzem Europy w szabli w drużynie.
Na Letnich Igrzyskach Paraolimpijskich w Rio de Janeiro w 2016 zajął 3. miejsce w szabli indywidualnie (kat. B), pokonując w walce o brązowy medal Grzegorza Plutę (prywatnie ojca swojej narzeczonej). Na kolejnych Letnich Igrzyskach Paraolimpijskich w Tokio w 2021 wywalczył w tej samej konkurencji srebrny medal. Startował także na Letnich Igrzyskach Paralimpijskich w Paryżu w 2024.
Czterokrotnie wygrywał klasyfikację generalną Pucharu Świata (2014, 2015, 2017 i 2020).

## Odznaczenia
- Krzyż Kawalerski Orderu Odrodzenia Polski (2021)[8][9]
- Brązowy Krzyż Zasługi (2016)[10][11]